# Conjunt Psiquiàtric (Sant Boi de Llobregat)
Conjunt Psiquiàtric és una obra del municipi de Sant Boi de Llobregat (Baix Llobregat) inclosa en l'Inventari del Patrimoni Arquitectònic de Catalunya.

## Descripció
Es tracta d'un conjunt de difícil catalogació global per la seva amplitud en el temps. Conserva de l'antic convent dels servites l'església de la Mare de Déu dels Dolors, d'estil renaixentista, si bé té un afegitó al campanar, del segle xix. Immediatament després, en la cronologia, cal esmentar el pavelló d'homes, d'estil historicista neobarroc amb la seva façana d'estucs imitant carreus i les fortes balconades de pedra amb florons. També és de la mateixa època la tanca del pati, amb pilastres de maó vist i ornamentació de motius bàquics.
A les primeries del segle XX es va construir l'església neogòtica del pavelló d'homes i es van construir i reformar els pavellons noucentistes. Més enllà del 1950 es va ampliar el conjunt amb els nous serveis que s'han convertit en el Psiquiàtric femení, a l'altra banda del carrer Benito Menni.

## Història
L'any 1850 es creà a Sant Boi el convent caputxí de la Visitació (o Elisabet), un dels primers de l'orde al país. La seva estada però va ser curta i l'any 1596 marxà l'orde i passà a mans de Joan Cardona, immediatament s'instal·laren els servites.
A la Guerra del francès fou incendiat el convent, quedant només algunes restes i l'església renaixentista. Els servites continuaren allà fins a la seva exclaustració (1835). Pocs anys després (1853), el Dr. Pujades, foragitat de la casa del carrer Canuda, s'hi presentà amb dotze malalts i creà el que es convertí en l'actual manicomi, anomenat al principi Institut Frenopàtic. El procés de millora i creixement fou ràpid. El 1854 s'inaugurà el nou pavelló d'homes i immediatament es construí el de dones. El 1913 es començaren les obres de l'església del psiquiàtric masculí i el 1953 es van reformar i ampliar alguns pavellons. Posteriorment, el psiquiàtric fou de caràcter provincial.